# Chioma di Berenice (Callimaco)
La Chioma di Berenice (Βερενίκης πλόκαμος, Bereníkes plókamos) è il titolo convenzionale dato ad una delle elegie degli Aitia di Callimaco.

## Struttura
La storia è quella della chioma della regina Berenice, moglie di Tolomeo III Evergete. Quest'ultimo, appena assunto il potere, dovette abbandonare l'Egitto per prendere parte ad una campagna militare in Siria: in quell'occasione Berenice fece voto solenne di consacrare ad Afrodite la sua bellissima chioma se il marito fosse tornato sano e salvo. 
Al ritorno di Tolomeo ella mantenne la promessa, ma la chioma dopo qualche tempo sparì. Conone di Samo, l'astronomo di corte, affermò allora di averla ritrovata in cielo sotto forma di una costellazione che tutt'oggi è chiamata "Chioma di Berenice". 
Il racconto è narrato, secondo un punto di vista straniante, in prima persona dalla chioma stessa, che, dopo aver ricordato l'accaduto e la sua "apoteosi", si dichiara fiera di aver ricevuto quest'onore dagli dei, ma è anche triste del fatto che non godrà più di tutte le regali cure che le riservava la sua padrona, per le quali rinuncerebbe al catasterismo.

## Fortuna
L'elegia, che chiudeva probabilmente il poema maggiore del poeta cireneo, non ci è giunta che in maniera lacunosa su due papiri di Ossirinco, per un totale di circa 40 versi. 
Il fatto che però fosse tra le più note di Callimaco fece sì che il poeta latino Catullo ne trasse una sua versione, il carme 66.
La fortuna dell'opera è dimostrata dal fatto che essa rientrò, mediante la contaminatio latina di Catullo, nelle convenzioni letterarie del neoclassicismo: Alexander Pope ne trasse il motivo sviluppato nel suo Il ricciolo rapito. Ugo Foscolo realizzò una memorabile traduzione, con un ampio commento, del carme.